# Espinas
Pour les articles homonymes, voir Espinasse.
Espinas est une commune française située dans le nord-est du département de Tarn-et-Garonne, en région Occitanie.
Sur le plan géologique, historique et culturel, la commune est dans le causse de Caylus, au sud du causse de Limogne, occupant une situation de carrefour à la limite du Quercy et du Rouergue.
Exposée à un climat océanique altéré, elle est drainée par la Bonnette, le ruisseau de la Gourgue et par divers autres petits cours d'eau. La commune possède un patrimoine naturel remarquable composé d'une zone naturelle d'intérêt écologique, faunistique et floristique.
Espinas est une commune rurale qui compte 210 habitants en 2022, après avoir connu un pic de population de 821 habitants en 1831.  Ses habitants sont appelés les Espinasais ou  Espinasaises.

## Géographie

### Localisation
Espinas est située à la limite du Quercy et du Rouergue, entre les communes de Caylus et Saint-Antonin-Noble-Val, dans l'angle est du département de Tarn-et-Garonne.

### Communes limitrophes
Espinas est limitrophe de cinq autres communes.
Les communes limitrophes sont  Caylus, Féneyrols, Ginals, Saint-Antonin-Noble-Val et Verfeil.
| Caylus |                         | Ginals    |
|        | Espinas                 | Verfeil   |
|        | Saint-Antonin-Noble-Val | Féneyrols |

### Géologie et relief
La superficie de la commune de est de 1 615 hectares ; son altitude varie de 151  à   392 mètres.
La commune se compose de deux noyaux reliés par une bande de terrain, large de 800 mètres en son point le plus étroit. Le terrain dominant est le causse (de Mordagne et de Saint-Amans, plus le plateau d'Espinas), tranché par la vallée de la Bonnette.

### Hydrographie

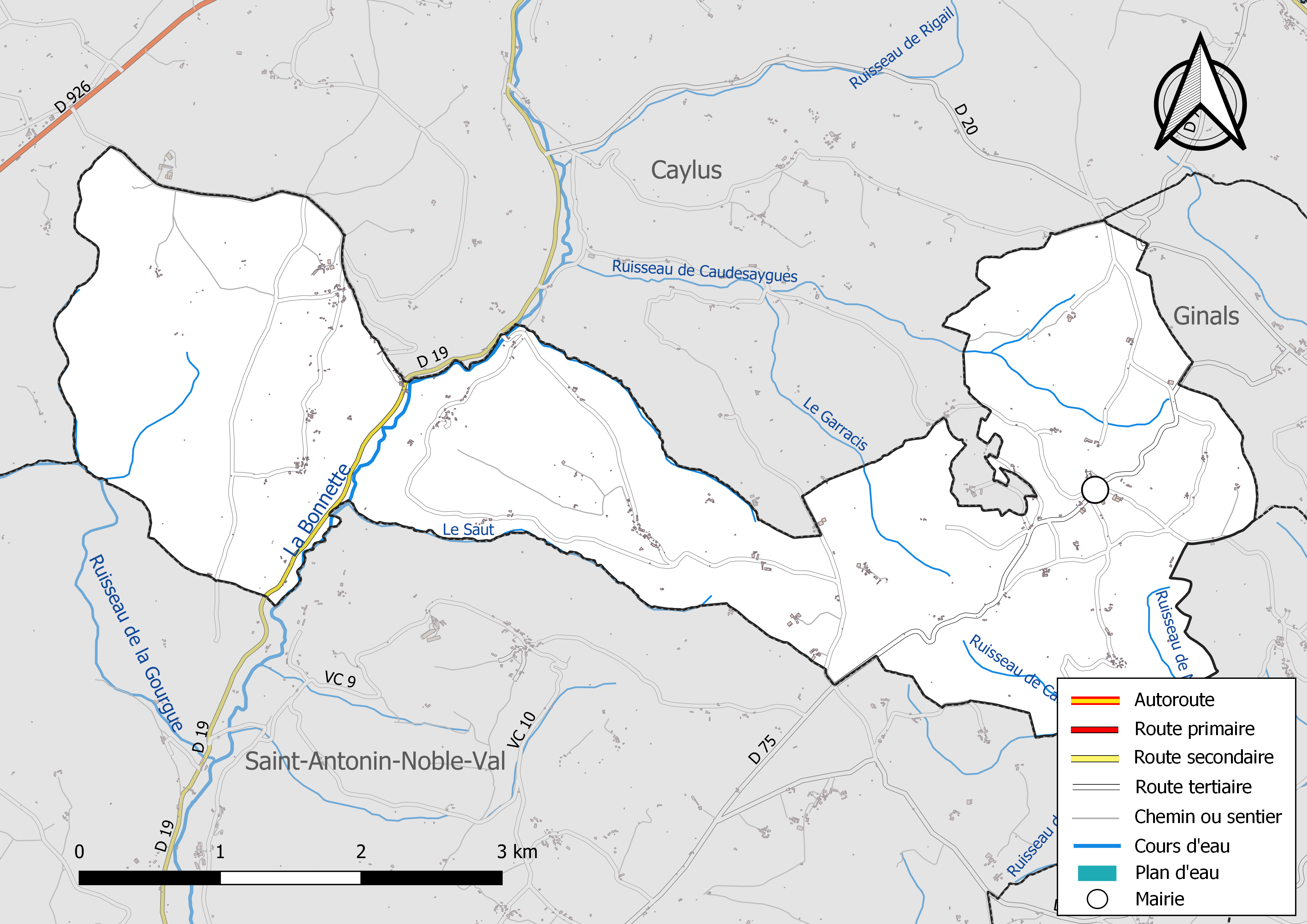
Réseaux hydrographique et routier d'Espinas.

La commune est dans le bassin versant de la Garonne, au sein du bassin hydrographique Adour-Garonne. Elle est drainée par la Bonnette, le ruisseau de la Gourgue, le Garracis, le Saut, le ruisseau de Canténac, le ruisseau de Caudesaygues, le ruisseau de Montégou et par divers petits cours d'eau, constituant un réseau hydrographique de 15 km de longueur totale,.
La Bonnette, d'une longueur totale de 24,9 km, prend sa source dans la commune de Puylagarde et s'écoule du nord-est au sud-ouest. Elle traverse la commune et se jette dans l'Aveyron à Saint-Antonin-Noble-Val, après avoir traversé 7 communes.

### Climat
Pour des articles plus généraux, voir Climat de l'Occitanie et Climat de Tarn-et-Garonne.
En 2010, le climat de la commune est de type climat océanique altéré, selon une étude du Centre national de la recherche scientifique s'appuyant sur une série de données couvrant la période 1971-2000. En 2020, Météo-France publie une typologie des climats de la France métropolitaine dans laquelle la commune est toujours exposée à un climat océanique altéré et est dans la région climatique Aquitaine, Gascogne, caractérisée par une pluviométrie abondante au printemps, modérée en automne, un faible ensoleillement au printemps, un été chaud (19,5 °C), des vents faibles, des brouillards fréquents en automne et en hiver et des orages fréquents en été (15 à 20 jours).
Pour la période 1971-2000, la température annuelle moyenne est de 12,2 °C, avec une amplitude thermique annuelle de 15,7 °C. Le cumul annuel moyen de précipitations est de 930 mm, avec 10,8 jours de précipitations en janvier et 5,7 jours en juillet. Pour la période 1991-2020, la température moyenne annuelle observée sur la station météorologique de Météo-France la plus proche, « Caylus », sur la commune de Caylus à 6 km à vol d'oiseau, est de 13,0 °C et le cumul annuel moyen de précipitations est de 799,0 mm. 
La température maximale relevée sur cette station est de 41,7 °C, atteinte le 23 août 2023 ; la température minimale est de −14,7 °C, atteinte le 10 février 2012,,.
Les paramètres climatiques de la commune ont été estimés pour le milieu du siècle (2041-2070) selon différents scénarios d'émission de gaz à effet de serre à partir des nouvelles projections climatiques de référence DRIAS-2020. Ils sont consultables sur un site dédié publié par Météo-France en novembre 2022.

### Milieux naturels et biodiversité

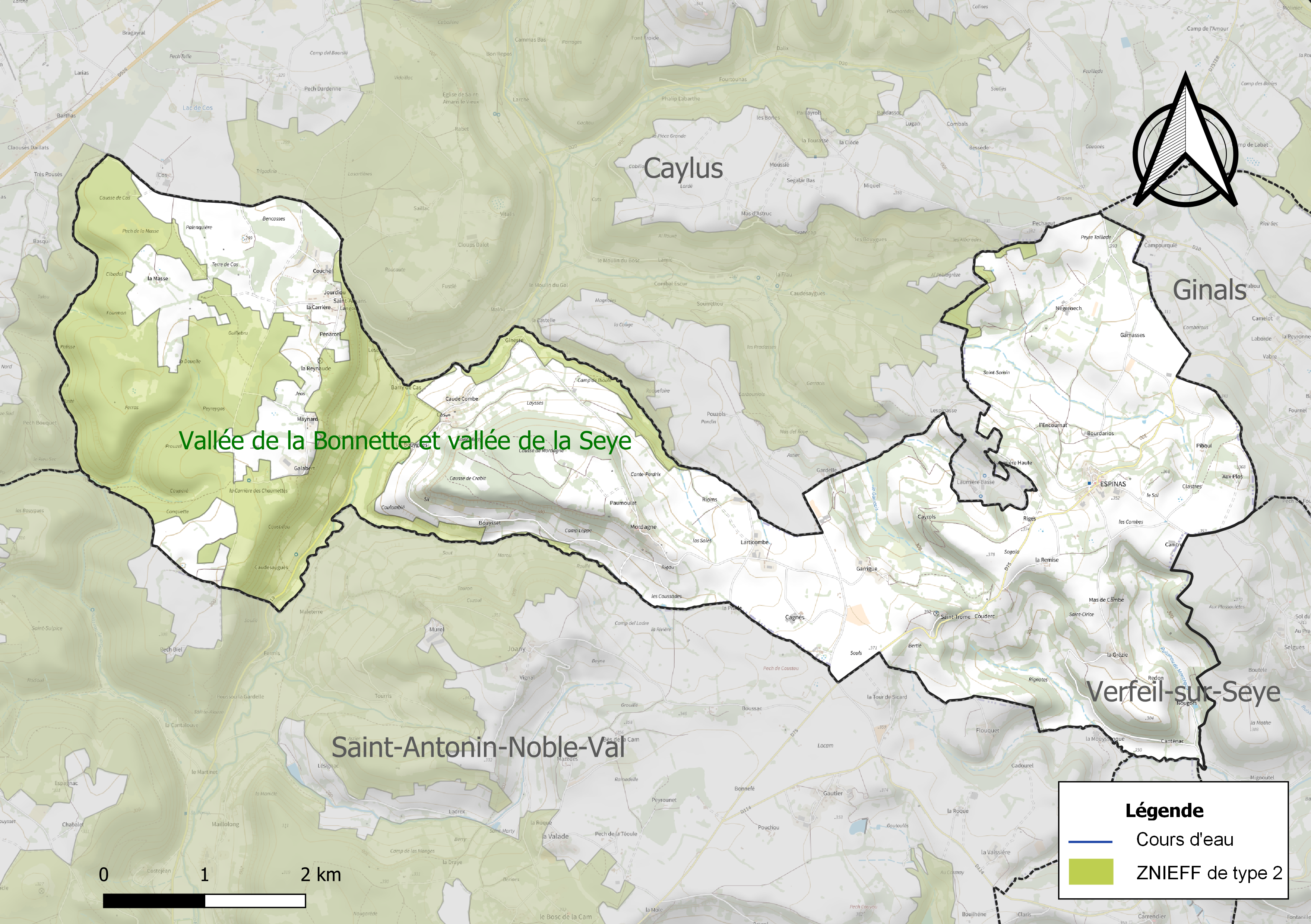
Carte de la ZNIEFF de type 2 localisée sur la commune.

L’inventaire des zones naturelles d'intérêt écologique, faunistique et floristique (ZNIEFF) a pour objectif de réaliser une couverture des zones les plus intéressantes sur le plan écologique, essentiellement dans la perspective d’améliorer la connaissance du patrimoine naturel national et de fournir aux différents décideurs un outil d’aide à la prise en compte de l’environnement dans l’aménagement du territoire.
Une ZNIEFF de type 2 est recensée sur la commune :
la « vallée de la Bonnette et vallée de la Seye » (6 289 ha), couvrant 12 communes du département.

## Urbanisme

### Typologie
Au 1er janvier 2024, Espinas est catégorisée commune rurale à habitat très dispersé, selon la nouvelle grille communale de densité à sept niveaux définie par l'Insee en 2022.
Elle est située hors unité urbaine et hors attraction des villes,.

### Occupation des sols
L'occupation des sols de la commune, telle qu'elle ressort de la base de données européenne d’occupation biophysique des sols Corine Land Cover (CLC), est marquée par l'importance des territoires agricoles (76,3 % en 2018), en augmentation par rapport à 1990 (74,6 %). La répartition détaillée en 2018 est la suivante : 
prairies (39,7 %), zones agricoles hétérogènes (36,6 %), forêts (23,7 %). L'évolution de l’occupation des sols de la commune et de ses infrastructures peut être observée sur les différentes représentations cartographiques du territoire : la carte de Cassini (XVIIIe siècle), la carte d'état-major (1820-1866) et les cartes ou photos aériennes de l'IGN pour la période actuelle (1950 à aujourd'hui).

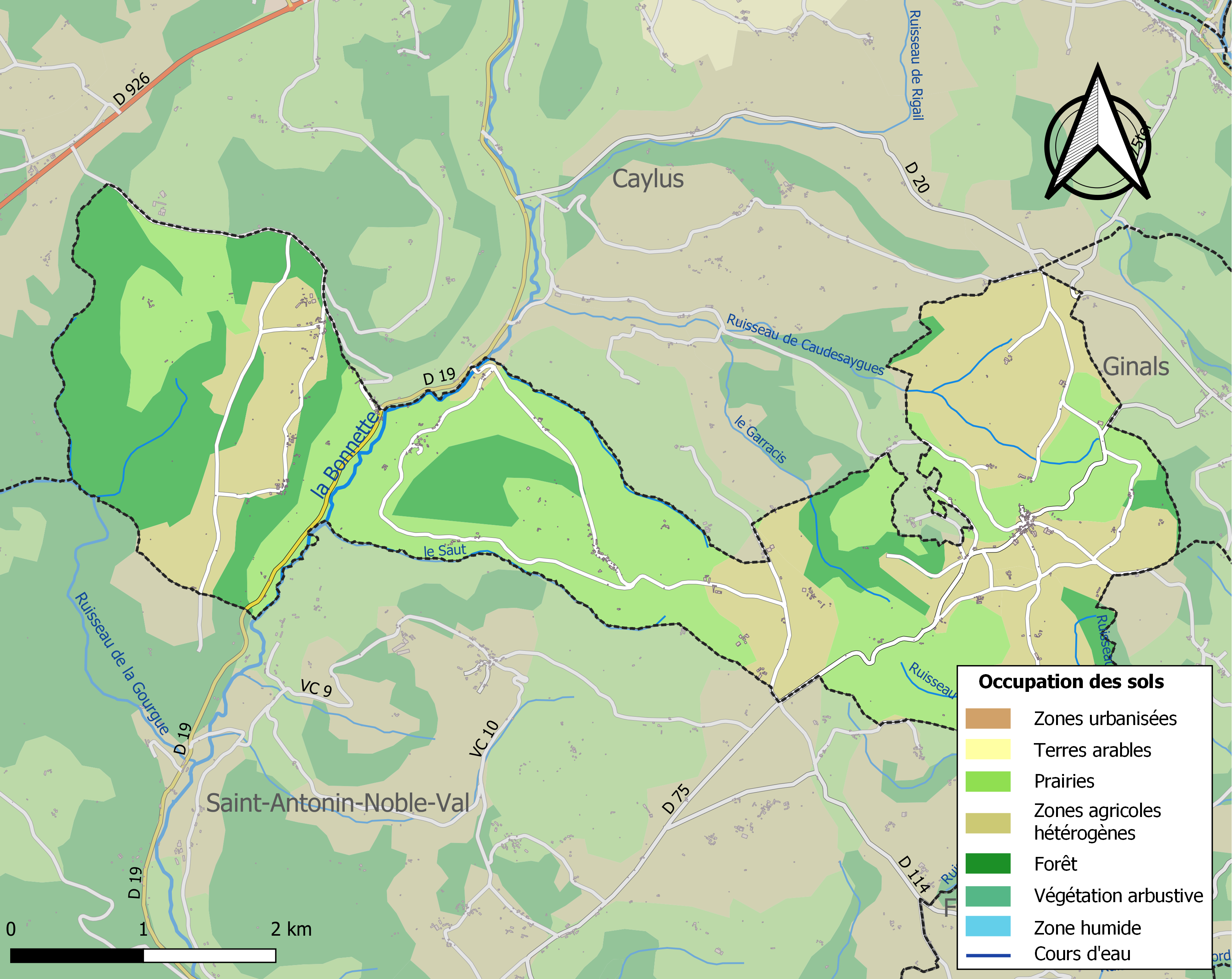
Carte des infrastructures et de l'occupation des sols de la commune en 2018 (CLC).

### Voies de communication et transports
Accès avec les routes départementales D 19 et D 75.

### Risques majeurs
Le territoire de la commune d'Espinas est vulnérable à différents aléas naturels : météorologiques (tempête, orage, neige, grand froid, canicule ou sécheresse), inondations, mouvements de terrains et séisme (sismicité très faible). Il est également exposé à un risque technologique,  le transport de matières dangereuses. Un site publié par le BRGM permet d'évaluer simplement et rapidement les risques d'un bien localisé soit par son adresse soit par le numéro de sa parcelle.

#### Risques naturels
Certaines parties du territoire communal sont susceptibles d’être affectées par le risque d’inondation par débordement de cours d'eau, notamment la Bonnette. La cartographie des zones inondables en ex-Midi-Pyrénées réalisée dans le cadre du XIe Contrat de plan État-région, visant à informer les citoyens et les décideurs sur le risque d’inondation, est accessible sur le site de la DREAL Occitanie. La commune a été reconnue en état de catastrophe naturelle au titre des dommages causés par les inondations et coulées de boue survenues en 1982 et 1999,.
Espinas est exposée au risque de feu de forêt. Le département de Tarn-et-Garonne présentant toutefois globalement un niveau d’aléa moyen à faible très localisé, aucun Plan départemental de protection des forêts contre les risques d’incendie de forêt (PFCIF) n'a été élaboré. Le débroussaillement aux abords des maisons constitue l’une des meilleures protections pour les particuliers contre le feu,.

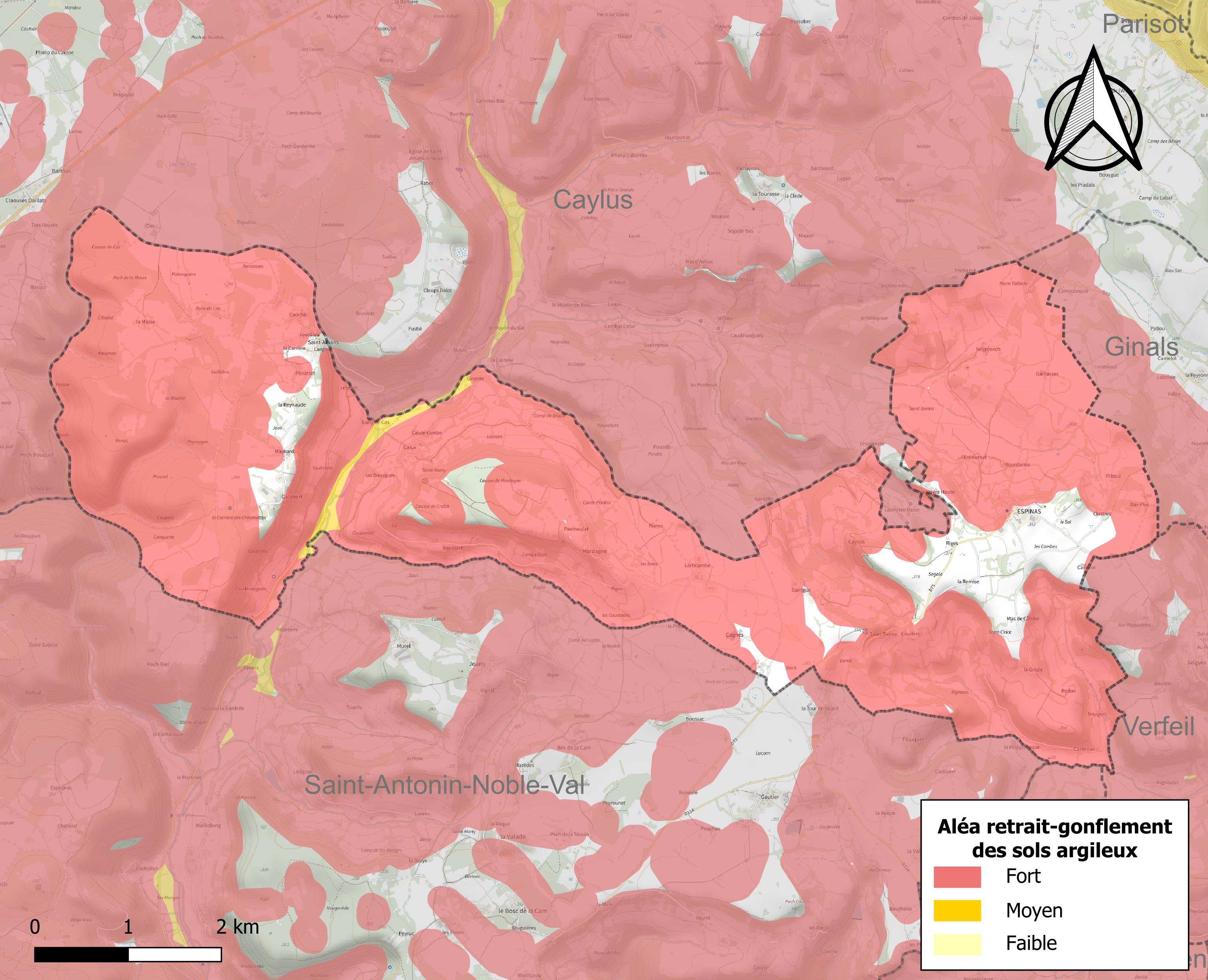
Carte des zones d'aléa retrait-gonflement des sols argileux d'Espinas.

Les mouvements de terrains susceptibles de se produire sur la commune sont des tassements différentiels.
Le retrait-gonflement des sols argileux est susceptible d'engendrer des dommages importants aux bâtiments en cas d’alternance de périodes de sécheresse et de pluie. 90 % de la superficie communale est en aléa moyen ou fort (92 % au niveau départemental et 48,5 % au niveau national). Sur les 148 bâtiments dénombrés sur la commune en 2019, 108 sont en aléa moyen ou fort, soit 73 %, à comparer aux 96 % au niveau départemental et 54 % au niveau national. Une cartographie de l'exposition du territoire national au retrait gonflement des sols argileux est disponible sur le site du BRGM,.
Par ailleurs, afin de mieux appréhender le risque d’affaissement de terrain, l'inventaire national des cavités souterraines permet de localiser celles situées sur la commune.
Concernant les mouvements de terrains, la commune a été reconnue en état de catastrophe naturelle au titre des dommages causés par la sécheresse en 2003 et par des mouvements de terrain en 1999.

#### Risques technologiques
Le risque de transport de matières dangereuses sur la commune est lié à sa traversée par des infrastructures routières ou ferroviaires importantes ou la présence d'une canalisation de transport d'hydrocarbures. Un accident se produisant sur de telles infrastructures est susceptible d’avoir des effets graves sur les biens, les personnes ou l'environnement, selon la nature du matériau transporté. Des dispositions d’urbanisme peuvent être préconisées en conséquence.

## Toponymie
L'occitan espinas ou Lespinasse désigne les lieux où poussent des fourrés épineux.

## Histoire
Espinas fut inclus dans le département de Tarn-et-Garonne lors de sa création en 1808. L'année suivante, la commune fut augmentée de la paroisse de Saint-Amans qui lui donna sa forme spéciale.

### Les Templiers et les Hospitaliers
Espinas fut fondée au XIVe siècle par les Hospitaliers lorsque ceux-ci prirent possession de la ferme templière de Saint-Cirice. Le site du château d'Espinas étant plus attirant car surveillant la vallée de la Bonnette, ils décidèrent de transférer le village sur le plateau voisin. Saint-Cirice est aujourd'hui un lieu-dit près du hameau de La Grésie, dont  il ne reste que des ruines dans les bois.
Initialement membre de la commanderie de La Capelle-Livron, Espinas devint une commanderie distincte, affectée aux frères conventuels et aux servants d'armes (pas aux chevaliers),.
En 1562, durant les guerres de Religion, les troupes catholiques de Caylus détruisirent le château en allant attaquer Saint-Antonin-Noble-Val.

## Politique et administration

### Administration municipale
Le nombre d'habitants au recensement de 2011 étant compris entre 100 et 499, le nombre de membres du conseil municipal pour l'élection de 2014 est de onze,.

### Rattachements administratifs et électoraux
Commune faisant partie de l'arrondissement de Montauban de la communauté de communes du Quercy Rouergue et des Gorges de l'Aveyron et du canton de Quercy-Rouergue (avant le redécoupage départemental de 2014, Espinas faisait partie de l'ex-canton de Caylus).

### Liste des maires
| Période                                  | Période  | Identité      | Étiquette | Qualité |
| ---------------------------------------- | -------- | ------------- | --------- | ------- |
| mars 1981                                | 2003     | Yvan Remezy   |           |         |
| 2003                                     | 2014     | Alban Lombard |           |         |
| 2014                                     | En cours | Daniel Feral  |           |         |
| Les données manquantes sont à compléter. |          |               |           |         |

## Population et société

### Démographie
L'évolution du nombre d'habitants est connue à travers les recensements de la population effectués dans la commune depuis 1793. Pour les communes de moins de 10 000 habitants, une enquête de recensement portant sur toute la population est réalisée tous les cinq ans, les populations de référence des années intermédiaires étant quant à elles estimées par interpolation ou extrapolation. Pour la commune, le premier recensement exhaustif entrant dans le cadre du nouveau dispositif a été réalisé en 2006.

En 2022, la commune comptait 210 habitants, en évolution de +19,32 % par rapport à 2016 (Tarn-et-Garonne : +3,12 %, France hors Mayotte : +2,11 %).
| 1793 | 1800 | 1806 | 1821 | 1831 | 1836 | 1841 | 1846 | 1851 |
| ---- | ---- | ---- | ---- | ---- | ---- | ---- | ---- | ---- |
| 305  | 304  | 614  | 756  | 821  | 759  | 794  | 760  | 815  |

| 1856 | 1861 | 1866 | 1872 | 1876 | 1881 | 1886 | 1891 | 1896 |
| ---- | ---- | ---- | ---- | ---- | ---- | ---- | ---- | ---- |
| 816  | 807  | 784  | 787  | 788  | 741  | 685  | 648  | 591  |

| 1901 | 1906 | 1911 | 1921 | 1926 | 1931 | 1936 | 1946 | 1954 |
| ---- | ---- | ---- | ---- | ---- | ---- | ---- | ---- | ---- |
| 555  | 516  | 508  | 436  | 386  | 366  | 338  | 265  | 272  |

| 1962 | 1968 | 1975 | 1982 | 1990 | 1999 | 2006 | 2011 | 2016 |
| ---- | ---- | ---- | ---- | ---- | ---- | ---- | ---- | ---- |
| 257  | 214  | 189  | 175  | 150  | 163  | 177  | 175  | 176  |

| 2021 | 2022 | - | - | - | - | - | - | - |
| ---- | ---- | - | - | - | - | - | - | - |
| 198  | 210  | - | - | - | - | - | - | - |

| selon la population municipale des années : | 1968 | 1975 | 1982 | 1990 | 1999 | 2006 | 2009 | 2013 |
| Rang de la commune dans le département      | 142  | 139  | 155  | 162  | 151  | 152  | 152  | 157  |
| Nombre de communes du département           | 195  | 195  | 195  | 195  | 195  | 195  | 195  | 195  |

Entre 1850 et 1940, Espinas compta jusqu'à cinq-cents habitants avec des commerces variés. L'exode rural réduisit ensuite la population de la commune à cent-cinquante personnes. Une certaine reprise démographique maintient ce chiffre, avec l'aide du tourisme, les résidences secondaires, l'afflux de néo-ruraux et de ressortissants de l'Union européenne, et une natalité positive.

### Enseignement
Espinas fait partie de l'académie de Toulouse.

### Activités sportives
Chasse, randonnée pédestre,

## Économie

### Revenus
En 2018, la commune compte 80 ménages fiscaux, regroupant 175 personnes. La médiane du revenu disponible par unité de consommation est de 17 220 € (20 140 € dans le département).

### Emploi
|                | 2008  | 2013   | 2018   |
| -------------- | ----- | ------ | ------ |
| Commune        | 6,9 % | 3,6 %  | 10,1 % |
| Département    | 8,4 % | 10,2 % | 10,3 % |
| France entière | 8,3 % | 10 %   | 10 %   |

En 2018, la population âgée de 15 à 64 ans s'élève à 97 personnes, parmi lesquelles on compte 80,8 % d'actifs (70,7 % ayant un emploi et 10,1 % de chômeurs) et 19,2 % d'inactifs,. En  2018, le taux de chômage communal (au sens du recensement) des 15-64 ans est inférieur à celui du département, mais supérieur à celui de la France, alors qu'en 2008 il était inférieur à celui de la France.
La commune est hors attraction des villes,. Elle compte 32 emplois en 2018, contre 33 en 2013 et 23 en 2008. Le nombre d'actifs ayant un emploi résidant dans la commune est de 71, soit un indicateur de concentration d'emploi de 44,6 % et un taux d'activité parmi les 15 ans ou plus de 54,7 %.
Sur ces 71 actifs de 15 ans ou plus ayant un emploi, 25 travaillent dans la commune, soit 35 % des habitants. Pour se rendre au travail, 80,6 % des habitants utilisent un véhicule personnel ou de fonction à quatre roues, 7 % s'y rendent en deux-roues, à vélo ou à pied et 12,5 % n'ont pas besoin de transport (travail au domicile).

### Activités hors agriculture
20 établissements sont implantés  à Espinas au 31 décembre 2019.
Le secteur de l'industrie manufacturière, des industries extractives et autres est prépondérant sur la commune puisqu'il représente 35 % du nombre total d'établissements de la commune (7 sur les 20 entreprises implantées  à Espinas), contre 9,6 % au niveau départemental.

### Agriculture
La commune est dans les Causses du Quercy, une petite région agricole située dans l'est du département de Tarn-et-Garonne. En 2020, l'orientation technico-économique de l'agriculture  sur la commune est la polyculture et/ou le polyélevage. 
|               | 1988 | 2000 | 2010 | 2020 |
| ------------- | ---- | ---- | ---- | ---- |
| Exploitations | 32   | 18   | 12   | 10   |
| SAU (ha)      | 918  | 912  | 785  | 825  |

Le nombre d'exploitations agricoles en activité et ayant leur siège dans la commune est passé de 32 lors du recensement agricole de 1988  à 18 en 2000 puis à 12 en 2010 et enfin à 10 en 2020, soit une baisse de 69 % en 32 ans. Le même mouvement est observé à l'échelle du département qui a perdu pendant cette période 57 % de ses exploitations,. La surface agricole utilisée sur la commune a également diminué, passant de 918 ha en 1988 à 825 ha en 2020. Parallèlement la surface agricole utilisée moyenne par exploitation a augmenté, passant de 29 à 83 ha.

## Culture locale et patrimoine

### Lieux et monuments

#### Patrimoine religieux
- Église Saint-Martin de Cas dédiée à saint Martin. L'édifice a été inscrit au titre des monuments historiques en 2009[41]. Plusieurs objets sont référencés dans la base Palissy[41]. L'église est à angles arrondis, et a été probablement construite au XIe siècle[41].
- Église de la Nativité-de-Notre-Dame de Mordagne.
- Église Saint-Amans de Saint-Amans.
- Église Saint-Cyr-et-Sainte-Julitte d'Espinas.

#### Patrimoine civil
- Vestiges du château, détruit en 1562 par les gens de Caylus durant les guerres de Religion.
- Château de Cas, ancien site templier avec sa chapelle, son cimetière et les traces de sa tour, incluse dans le bâti actuel (mais on y a aussi trouvé des traces d'occupation préhistorique et wisigothique ; le jardin lui, est du XVIIIe siècle).
- Pigeonnier de Cas inscrit au titre des monuments historiques en 1980[42].
- Grotte de la Nougairède et grotte de la Gourgue, abris sous roche préhistoriques, concrétions calcaires ; la source de la Gourgue crée une rivière intermittente ornée de « coussins » calcifiés. Selon la légende, cette source fut percée par la chute d'un couvent de nonnes maudites du haut de la colline qui la surplombe !
- Le hameau de Saint-Amans le vieux compte une église romane, des gariottes (abris de bergers), et un rocher tremblant - une colonne de pierre branlante, haute de quatre mètres.
- La région est connue pour ses gisements de fossiles du Jurassique (ammonites, gryphées, bélemnites, crinoïdes, terriers de crabes, quelques fragments d'ichtyosaures).

### Personnalités liées à la commune
La famille des comtes de Cas se réclame d'une origine carolingienne.

## Pour approfondir